# دوره، بغداد
دوره (به عربی: الدورة) یک محله در عراق است که در بغداد واقع شده‌است.